# Comuna de Godzianów
Godzianów (polaco: Gmina Godzianów) é uma gminy (comuna) na Polónia, na voivodia de Lodz e no condado de Skierniewicki. A sede do condado é a cidade de Godzianów.
De acordo com os censos de 2004, a comuna tem 2729 habitantes, com uma densidade 61,9 hab/km².

## Área
Estende-se por uma área de 44,06 km², incluindo:
- área agricola: 86%
- área florestal: 7%

## Demografia
Dados de 30 de Junho 2004:
|                      | Total   | Total | Mulheres | Mulheres | Homens  | Homens |
| -------------------- | ------- | ----- | -------- | -------- | ------- | ------ |
|                      | pessoas | %     | pessoas  | %        | pessoas | %      |
| População            | 2729    | 100   | 1360     | 49,8     | 1369    | 50,2   |
| Densidade (pop./km²) | 61,9    | 100   | 30,9     | 30,9     | 31,1    | 31,1   |

De acordo com dados de 2002, o rendimento médio per capita ascendia a 1299,72 zł.

## Subdivisões
- Byczki, Godzianów, Kawęczyn, Lnisno, Płyćwia, Zapady.

## Comunas vizinhas
- Głuchów, Lipce Reymontowskie, Maków, Skierniewice, Słupia